# 1916 في البرازيل
فيما يلي قوائم الأحداث التي وقعت خلال عام 1916 في البرازيل.

## رياضة
- 1 يناير – بطولة كاريوكا 1916 الفائز نادي أمريكا.

## مواليد

### يناير
- 10 يناير – فيسنتي فيريرا دا سيلفا
- 14 يناير – أرنو فرانزن مجدف برازيلي.

### فبراير
- 18 فبراير – فرناندو فلافيو ماركيز دي ألميدا

### أبريل
- 5 أبريل – كارمين سيلفا

### مايو
- 8 مايو – جواو هافيلانج رئيس سابق للإتحاد الدولي لكرة القدم ( الفيفا ).

### يونيو
- 15 يونيو – أوقستو تشافيس باتيستا أخصائي فطريات برازيلي.

### يوليو
- 16 يوليو – فيكتور فونتانا سياسي برازيلي.

### أغسطس
- 24 أغسطس – روي دي فريتاس لاعب كرة سلة برازيلي.

### سبتمبر
- 18 سبتمبر – أوزفالدو برانداو لاعب كرة قدم برازيلي.

## وفيات

### يونيو
- 14 يونيو – جواو سيمويس لوبس نيتو (مواليد 1865) كاتب برازيلي.